# 3240 Laocoon
3240 Laocoon este un asteroid descoperit pe 7 noiembrie 1978 de Schelte Bus.